# Pasar Sarulla
Pasar Sarulla is een bestuurslaag in het regentschap Tapanuli Utara van de provincie Noord-Sumatra, Indonesië. Pasar Sarulla telt 1127 inwoners (volkstelling 2010).